# بطن (قلب)

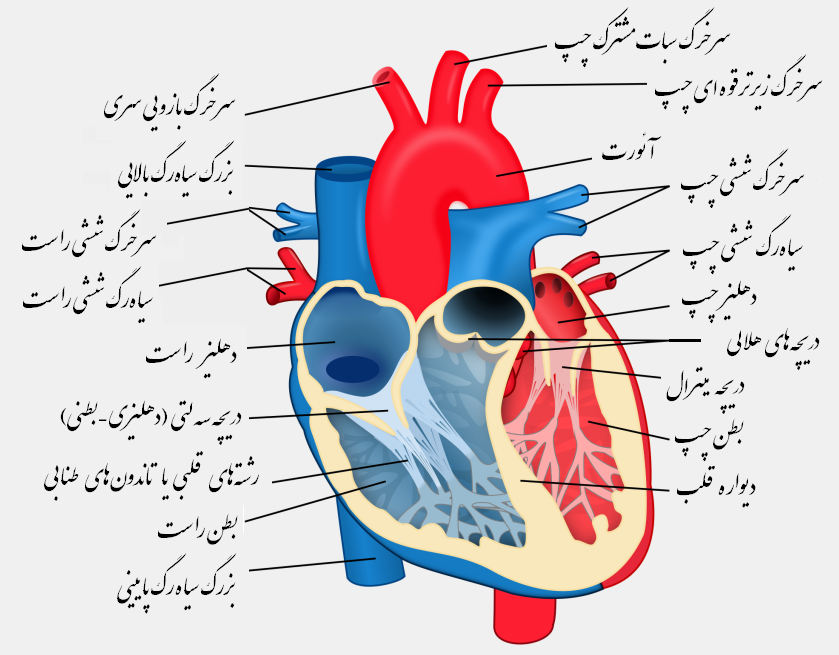
رونگاره و شمای قلب

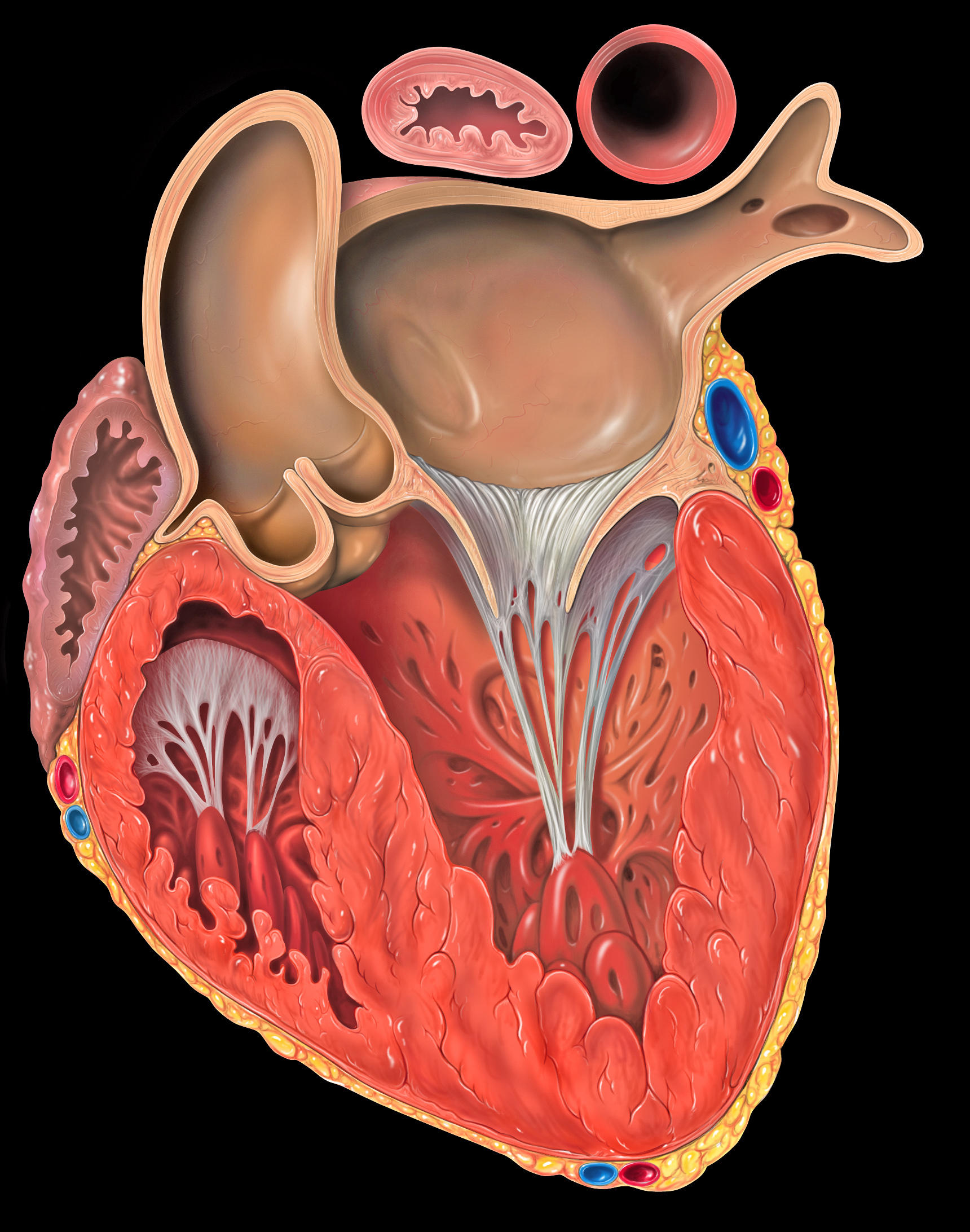
دو بطن به رنگ قرمز نشان داده شده‌اند.

بطن‌ها دو حفرهٔ تحتانی قلب هستند که توسط دیواره‌ای قطور و محکم ماهیچهای از یک‌دیگر جدا شده‌اند. اندازهٔ بطن‌ها از دهلیزها بزرگ‌تر است؛ و وظیفهٔ آن‌ها تلمبه کردن خون به خارج از قلب است.

۱. دهلیزک راست
۲. دهلیزک چپ
۳. بزرگ سیاهرگ زبَرین
۴. آئورت
۵. سرخرگ ششی
۶. سیاهرگ ششی
۷. دریچه میترال (دو لتی)
۸. دریچه آئورتی
۹. بطن چپ
۱۰. بطن راست
۱۱. بزرگ‌سیاهرگ زیرین
۱۲. دریچه سه‌لتی
۱۳. دریچه ششی

هر تحتانی بطن دارای دو دریچه‌است که یکی از آن‌ها موجب ورود خون از طریق دهلیزها به بطن؛ و دیگری موجب خروج خون از بطن به خارج از قلب و اندام‌های دیگر می‌شود. بطن راست خون را از طریق دریچهٔ سه‌لختی از دهلیز راست دریافت می‌کند؛ و سپس آن را از طریق دریچهٔ ششی به سرخرگ ششی و به سوی شش‌ها می‌فرستد. بطن چپ خون اکسیژنه را از طریق دریچهٔ میترال (دولختی) از دهلیز چپ دریافت کرده و آن را از طریق دریچهٔ آئورتی به آئورت و به این ترتیب به سراسر بافت‌های بدن می‌فرستد.
دیوارهٔ بطن‌ها از دیوارهٔ دهلیزها قطورتر است، چرا که فشار خونی که به دهلیزها می‌ریزد یا از آن‌ها خارج می‌شوند بسیار کم‌تر از فشار خونی است از بطن‌چپ به داخل سرخرگ‌ها (سرخرگ ششی) تلبمه می‌شود؛ بنابراین، قطر و استحکام دیوارهٔ بطن‌ها مقاومت آن‌ها را در برابر این فشار ممکن می‌سازد.

## بطن در سایرمهره‌داران
همهٔ پستانداران و پرندگان همچون انسان دارای دو بطن هستند که با وجود تفاوت‌هایی که از نظر اندازه و شکل دارند، همان وظایف را در قلب بر عهده دارند.

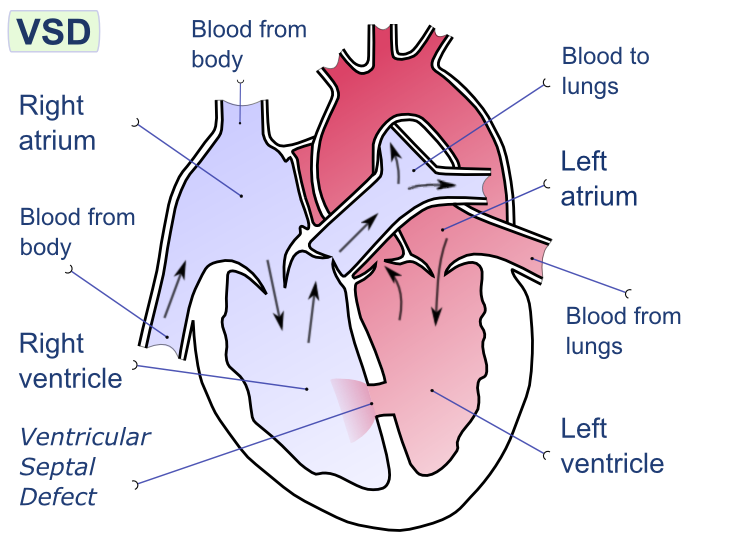
بطن‌های خزندگان به‌طور کامل از یک‌دیگر جدا نشده‌اند.

قلب خزندگان نیز دارای دو بطن است؛ ولی تفاوت اصلی آن با قلب پستانداران و پرندگان این است که دو بطن به‌طور کامل از یک‌دیگر جدا نشده‌اند. به همین دلیل، خون اکسیژنهٔ سیاهرگ‌ها تا حدودی با خون سرخرگ‌ها مخلوط می‌شود و اندکی از کارایی قلب می‌کاهد. تمساح سانان تنها راسته‌ای از خزندگان هستند که دارای بطن‌هایی کاملاً جدا از همدیگر می‌باشند.
در دوزیستان قلب دارای دو دهلیز ولی تنها یک بطن است؛ بنابراین خون سیاهرگی و سرخرگی کاملاً با یک‌دیگر مخلوط می‌شوند و بازده قلب به شدت کاهش پیدا می‌کند. به همین دلیل اکسیژن‌رسانی به تمامی بافت‌های بدن از طریق دستگاه گردش خون کفایت نمی‌کند؛ و تنفس از راه پوست مکملی برای جبران این نقص به‌شمار می‌آید. در بطن برخی گونه‌های دوزیستان دیوارهٔ کوچکی وجود دارد که بخشی از بطن را به دو بخش تقسیم می‌کند.
ماهی‌ها تنها دارای یک دهلیز و یک بطن هستند. ماهی‌ها برخلاف دیگر مهره‌داران که دستگاه گردش خون مضاعفی دارند (دو حلقه، یکی از آن‌ها مسیر خون از قلب به شش‌ها و سپس دوباره به قلب؛ و دیگری مسیر خون از قلب به اندام‌های مختلف بدن و سپس به قلب است)، دارای دستگاه گردش خون ساده یا تک حلقه‌ای هستند. به این ترتیب، خون از بطن خارج شده و در ابتدا به آبشش‌ها رفته، سپس اکسیژن را در امتداد مسیرش به سراسر بافت‌های بدن می‌رساند، و آنگاه با قلب بازمی‌گردد و به دهلیز می‌ریزد.

## عملکرد
در طول هر ضربان قلب، قلب از دو مرحله اصلی عبور می کند: سیستول و دیاستول. در سیستول، بطن‌ها منقبض می‌شوند و خون را به زور از قلب خارج می‌کنند. در دیاستول، بطن ها شل می شوند و دوباره با خون پر می شوند. بطن چپ مسئول پمپاژ خون غنی از اکسیژن به بدن از طریق آئورت است. باید به سرعت ظرفیت پمپاژ خود را که توسط سیستم عصبی کنترل می شود تطبیق دهد و در طول دیاستول به سرعت شل شود تا با خون پر شود. برعکس، در طول سیستول، باید به شدت منقبض شود تا بر فشار آئورت بالاتر غلبه کند و به کشش شریان‌ها برای سازگاری با افزایش حجم خون کمک کند. بطن راست خون بدون اکسیژن را کنترل می کند و آن را از طریق شریان ریوی به ریه ها پمپاژ می کند. همچنین باید به سرعت آرامش و انقباض خود را در پاسخ به ضربان قلب تطبیق دهد.

### حجم پمپاژ
در یک قلب بالغ سالم و نرمال، حجم پمپاژ در حالت استراحت تقریباً 5 لیتر در دقیقه است. برای افراد غیر ورزشکار، حداکثر ظرفیت پمپاژ به حدود 25 لیتر در دقیقه می رسد، در حالی که ورزشکاران سطح المپیک به طور بالقوه می توانند تا 45 لیتر در دقیقه دست پیدا کنند.